# Liriomyza anatolis
Liriomyza anatolis (лат.) — вид мелких минирующих мух рода Liriomyza из семейства Agromyzidae (Diptera). Канада (Нью-Брунсвик, Новая Шотландия, Онтарио, Квебек).

## Описание
Мелкие минирующие мухи, длина крыла от 2,1 до 2,3 мм. Взрослые мухи желтовато-коричневого цвета, с тонким корпусом и относительно большими прозрачными крыльями. Клипеус и бёдра жёлтые, а голени коричневые. Личинки, предположительно, как и у других видов своего рода, развиваются в листьях растений (минируют их). Близок к виду L. montana, но у L. anatolis брюшко жёлтое (а не коричневое как у L. montana) и крылья меньше (у L. montana длина крыла от 2,4 до 2,7 мм). Края калиптера коричневые. Вид был впервые описан в 2017 году канадским диптерологом Оуэном Лонсдейлом (Owen Lonsdale, Agriculture and Agri-Food Canada, Оттава, Канада).